# Josiane Soloniaina
Josiane Patricia Soloniaina (sinh ngày 25 tháng 4 năm 1978 tại Itasy) là một nữ đô vật đại diện cho Madagascar tại Thế vận hội Mùa hè 2012. Cô là một trong ba người chơi thể thao trong đội để đủ điều kiện tham gia Thế vận hội thay vì giành được một vị trí đại diện.